# ساينت أوغستين بيتش
ساينت أوغستين بيتش (بالإنجليزية: St. Augustine Beach)‏ هي مدينة أمريكية تقع في ولاية فلوريدا. تبلغ مساحة هذه المدينة 5 (كم²)،ويبلغ عدد سكانها 4683 نسمة حسب إحصاء سنة 2010 م 4683.تشير إحصاءات سنة 2000م بأن الكثافة السكانية في هذه المدينة تقدر بـ(936.6) نسمة/كم2 